# Rue Philippe-Hecht
La rue Philippe-Hecht est une voie du 19e arrondissement de Paris, en France.

## Situation et accès
La rue Philippe-Hecht est une voie publique située sur la butte Bergeyre. Elle débute au 17, rue Barrelet-de-Ricou et se termine au 37, rue Georges-Lardennois.

## Origine du nom
Elle porte le nom d'un de ses premiers résidents, le couturier Philippe Hecht, cofondateur avec Gaston Kauffmann de la maison de couture Philippe et Gaston.

## Historique
Cette rue est ouverte en 1927 sur l'emplacement de l'ancien stade Bergeyre, dans un lotissement appartenant à M. Pélissier, et prend sa dénomination en 1928.

## Bâtiments remarquables et lieux de mémoire
- no 18 : domicile de l'aquarelliste Pierre Berjole (1897-1990), de 1929 à 1943[2].